# Leslie A. Miller
Leslie Andrew Miller, född 29 januari 1886 i Junction City, Kansas, död 29 januari 1970, var en amerikansk politiker (demokrat). Han var guvernör i delstaten Wyoming 1933–1939.
Miller studerade vid University of Wyoming och tjänstgjorde åren 1918–1919 i USA:s marinkår. Efter första världskriget gick han med i demokraterna och gjorde karriär som affärsman utöver den politiska karriären.
Under den stora depressionen tjänstgjorde Miller som guvernör; han efterträdde 1933 Alonzo M. Clark och efterträddes 1939 av Nels H. Smith. Miller avled 1970 och gravsattes på Bethel Cemetery i Cheyenne.